# آتیلای دمگاه‌روشن
آتیلای دمگاه‌روشن (نام علمی: Attila spadiceus) نام یک گونه از سرده آتیلاها است.